# Mariam Bah
Mariam Bah (sinh ngày 6 tháng 7 năm 1976) là vận động viên taekwondo Olympic hai lần và là vận động viên nhiều lần tại Giải vô địch Taekwondo châu Phi từ Bờ Biển Ngà. Cô lần đầu tiên tham dự Thế vận hội Mùa hè 2004 ở Athens, nơi cô có vinh dự mang quốc kỳ tại lễ khai mạc. Bah đã bị loại ngay từ vòng đầu tiên sau khi bị đánh bại bởi Jang Ji-Won của Hàn Quốc, với số điểm 2-9. Bởi vì đối thủ của cô đã tiến vào vòng cuối cùng và giành huy chương vàng, Bah đủ điều kiện cho trận đấu lại, nơi cô đã thua Sonia Reyes của Tây Ban Nha ở vòng đầu tiên. Tại Thế vận hội thứ hai của cô ở Bắc Kinh, Bah đã thi đấu ở hạng nhẹ nữ (57 kg). Trong vòng đầu tiên, cô đã chiến đấu chống lại Robin Cheong của New Zealand, người đã xuất hiện lần đầu tại Thế vận hội. Không ai trong số họ đã ghi bàn, cho đến khi Bah nhận một cú đá phòng ngự của đối thủ. Cuối cùng, Bah đã chính thức bị loại trong vòng sơ khảo của cuộc thi.